# Steve Hawes
Steven Sherburne Hawes, detto Steve (Seattle, 26 maggio 1950), è un ex cestista statunitense, professionista nella NBA e in Italia.
È lo zio di Spencer Hawes.

## Carriera
Venne selezionato dai Cleveland Cavaliers al secondo giro del Draft NBA 1972 (24ª scelta assoluta).